# Prenomi francesi
Questa voce raccoglie i prenomi tipici della lingua francese, con eventuali varianti e l'equivalente in italiano, se esiste.

## A
Maschili
| Nome         | Varianti | Corrispondente italiano |
| ------------ | -------- | ----------------------- |
| Aarona       |          | Aronne                  |
| Abela        |          | Abele                   |
| Abrahama     |          | Abramo                  |
| Achillea     |          | Achille                 |
| Adama        |          | Adamo                   |
| Adélarda     |          | Adalardo                |
| Adolphea     |          | Adolfo                  |
| Adriena      | Hadriena | Adriano                 |
| Aiméa        |          | Amato                   |
| Alaina       | Alana    | Alano                   |
| Albana       |          | Albano                  |
| Alberta      | Auberta  | Alberto                 |
| Albina       | Aubina   | Albino                  |
| Alcidea      |          | Alcide                  |
| Aldérica     |          | Alderico                |
| Alexandrea   | Alexa    | Alessandro              |
| Alexisa      |          | Alessio                 |
| Alfreda      |          | Alfredo                 |
| Alphonsea    |          | Alfonso                 |
| Amablea      |          | Amabile                 |
| Amanda       |          | Amando                  |
| Amaurya      |          | Amalrico                |
| Ambroisea    |          | Ambrogio                |
| Amédéea      |          | Amedeo                  |
| Amoura       |          | Amore                   |
| Anatolea     |          | Anatolio                |
| Andréa       |          | Andrea                  |
| Angea        |          | Angelo                  |
| Anselmea     |          | Anselmo                 |
| Anthelmea    |          | Antelmo                 |
| Antoinea     |          | Antonio                 |
| Antonina     |          | Antonino                |
| Apollinairea |          | Apollinare              |
| Ariela       |          | Ariele                  |
| Aristidea    |          | Aristide                |
| Armanda      |          | Armando                 |
| Armela       |          |                         |
| Arnauda      |          | Arnaldo                 |
| Arsènea      |          | Arsenio                 |
| Arthura      |          | Arturo                  |
| Athanasea    |          | Atanasio                |
| Augustea     |          | Augusto                 |
| Augustina    |          | Agostino                |
| Aurèlea      |          | Aurelio                 |
| Auréliena    |          | Aureliano               |
| Axela        |          | Assalonne               |
| Aymerica     | Émerica  | Amerigo                 |

Femminili
| Nome         | Varianti                                 | Corrispondente italiano |
| ------------ | ---------------------------------------- | ----------------------- |
| Abigaïlb     | Abigaëllea                               | Abigaille               |
| Adélaïdea    |                                          | Adelaide                |
| Adèlea       | Adéliea                                  | Adele                   |
| Adelinea     |                                          | Adelina                 |
| Adriennea    |                                          | Adriana                 |
| Agarb        |                                          | Agar                    |
| Agathea      |                                          | Agata                   |
| Aglaéa       |                                          | Aglaia                  |
| Agnèsa       |                                          | Agnese                  |
| Aiméea       |                                          | Amata                   |
| Albanea      |                                          | Albana                  |
| Albertea     | Albertinea                               | Alberta                 |
| Albinea      |                                          | Albina                  |
| Alexandraa   | Alexandriea, Alexandrinea, Alexa         | Alessandra              |
| Alexiaa      |                                          | Alessia                 |
| Alicea       | Aliciaa, Alixa                           | Alice                   |
| Alinea       |                                          | Alina                   |
| Alisona      |                                          |                         |
| Alizéea      |                                          |                         |
| Alphonsinea  |                                          | Alfonsina               |
| Amablea      |                                          | Amabile                 |
| Amandinea    |                                          |                         |
| Amarantea    |                                          | Amaranta                |
| Ambrea       |                                          | Ambra                   |
| Améliea      | Améliaa                                  | Amelia                  |
| Amoura       |                                          | Amore                   |
| Anaëllea     |                                          |                         |
| Anaïsa       |                                          |                         |
| Anastasiea   |                                          | Anastasia               |
| Andréea      | Andréaa                                  | Andreina                |
| Angea        | Angèlea, Angelinea                       | Angela                  |
| Angéliquea   |                                          | Angelica                |
| Annabellea   |                                          | Annabella               |
| Annea        | Annettea, Annicka, Anniea, Annya, Anouka | Anna                    |
| Anne-Laurea  |                                          | Annalaura               |
| Anne-Mariea  |                                          | Annamaria               |
| Anne-Sophiea |                                          | Annasofia               |
| Antoinettea  | Toinettea                                | Antonietta              |
| Apollinea    |                                          | Apollonia               |
| Arianea      | Ariannea                                 | Arianna                 |
| Ariellea     |                                          | Ariella                 |
| Arlettea     |                                          |                         |
| Armellea     |                                          |                         |
| Arnaudea     |                                          | Arnalda                 |
| Astrida      | Astridea                                 |                         |
| Athénaïsa    |                                          | Atenaide                |
| Audea        |                                          | Alda                    |
| Audreya      |                                          |                         |
| Augustinea   |                                          | Agostina                |
| Auréliea     | Auréliaa                                 | Aurelia                 |
| Aurorea      |                                          | Aurora                  |
| Avrila       |                                          |                         |
| Axellea      |                                          |                         |
| Azéliea      | Zéliea                                   |                         |

## B
Maschili
| Nome        | Varianti | Corrispondente italiano |
| ----------- | -------- | ----------------------- |
| Babylasa    |          | Babila                  |
| Baptistea   |          | Battista                |
| Barnabéa    |          | Barnaba                 |
| Barthélémya |          | Bartolomeo              |
| Basilea     |          | Basilio                 |
| Baudouina   |          | Baldovino               |
| Benjamina   |          | Beniamino               |
| Benoîta     |          | Benedetto               |
| Bérengera   |          | Berengario              |
| Bernarda    |          | Bernardo                |
| Bertranda   |          | Bertrando               |
| Blaisea     |          | Biagio                  |
| Bonifacea   |          | Bonifacio               |
| Borisa      |          |                         |
| Bricea      |          | Brizio                  |
| Brunoa      |          | Bruno                   |

Femminili
| Nome        | Varianti         | Corrispondente italiano |
| ----------- | ---------------- | ----------------------- |
| Barbaraa    | Barbea, Babettea | Barbara                 |
| Béatricea   |                  | Beatrice                |
| Bénédictea  |                  | Benedetta               |
| Benjaminea  | Benoîtea         | Beniamina               |
| Bérengèrea  |                  | Berengaria              |
| Bérénicea   |                  | Berenice                |
| Bernadettea | Bernardinea      | Bernarda                |
| Berthea     |                  | Berta                   |
| Bertillea   |                  |                         |
| Bethsabéeb  |                  | Betsabea                |
| Bilhab      |                  | Bila                    |
| Blanchea    |                  | Bianca                  |
| Blandinea   |                  | Blandina                |
| Brigittea   |                  | Brigida                 |

## C
Maschili
| Nome        | Varianti          | Corrispondente italiano |
| ----------- | ----------------- | ----------------------- |
| Calixtea    |                   | Callisto                |
| Camillea    |                   | Camillo                 |
| Candidea    |                   | Candido                 |
| Casimira    |                   | Casimiro                |
| Cédrica     |                   |                         |
| Célestea    |                   | Celeste                 |
| Célestina   |                   | Celestino               |
| Césairea    |                   | Cesario                 |
| Césara      |                   | Cesare                  |
| Charlesa    | Charlota, Charlya | Carlo                   |
| Christiana  |                   | Cristiano               |
| Christophea |                   | Cristoforo              |
| Claira      |                   | Chiaro                  |
| Claudea     |                   | Claudio                 |
| Clémenta    |                   | Clemente                |
| Clovisa     |                   | Clodoveo                |
| Cômea       |                   | Cosimo                  |
| Constanta   |                   | Costante                |
| Constantina |                   | Costantino              |
| Corentina   |                   |                         |
| Corina      |                   | Quirino                 |
| Corneillea  |                   | Cornelio                |
| Cypriena    |                   | Cipriano                |
| Cyriaquea   |                   | Ciriaco                 |
| Cyrillea    | Cyrila            | Cirillo                 |

Femminili
| Nome        | Varianti                                        | Corrispondente italiano |
| ----------- | ----------------------------------------------- | ----------------------- |
| Camillea    |                                                 | Camilla                 |
| Candidea    |                                                 | Candida                 |
| Capucinea   |                                                 |                         |
| Carinea     | Karinea                                         | Carina                  |
| Carmena     |                                                 | Carmela                 |
| Carolea     | Charlinea, Charlènea                            | Carla                   |
| Carolinea   |                                                 | Carolina                |
| Cassandraa  | Cassandrea                                      | Cassandra               |
| Catherinea  |                                                 | Caterina                |
| Cécilea     | Céciliaa                                        | Cecilia                 |
| Célestea    |                                                 | Celeste                 |
| Célestinea  |                                                 | Celestina               |
| Céliaa      |                                                 | Celia                   |
| Célinea     |                                                 | Celina                  |
| Cerisea     |                                                 |                         |
| Chantala    |                                                 |                         |
| Charlottea  |                                                 | Carlotta                |
| Chloéa      | Cloéa                                           | Cloe                    |
| Christianea | Christiannea                                    | Cristiana               |
| Christinea  | Christela, Christèlea, Christellea, Chrystellea | Cristina                |
| Clairea     | Clarea                                          | Chiara                  |
| Clarissea   |                                                 | Clarissa                |
| Claudea     | Claudiea, Claudinea, Claudettea                 | Claudia                 |
| Clémencea   | Clémentinea                                     | Clementina              |
| Cléopâtre   | Cléaa, Cléoa                                    | Cleopatra               |
| Clotildea   | Clothildea                                      | Clotilde                |
| Colombea    |                                                 | Colomba                 |
| Constancea  |                                                 | Costanza                |
| Coraliea    | Coralinea                                       | Corallo                 |
| Corinnea    | Corinea                                         | Corinna                 |
| Cornéliea   |                                                 | Cornelia                |
| Cosettea    |                                                 | Cosetta                 |
| Cunégondea  |                                                 | Cunegonda               |
| Cynthiaa    |                                                 | Cinzia                  |
| Cyriellea   | Cyrillea                                        | Cirilla                 |

## D
Maschili
| Nome       | Varianti    | Corrispondente italiano |
| ---------- | ----------- | ----------------------- |
| Damiena    |             | Damiano                 |
| Daniela    | Dana, Danya | Daniele                 |
| Davida     |             | Davide                  |
| Denisa     |             | Dionigi                 |
| Déodata    | Dieudonnéa  | Adeodato                |
| Désiréa    |             | Desiderato              |
| Didiera    |             | Desiderio               |
| Dimitria   |             | Demetrio                |
| Diodorea   |             | Diodoro                 |
| Dominiquea |             | Domenico                |
| Donata     |             | Donato                  |
| Donatiena  |             | Donaziano               |
| Doriana    |             | Doriano                 |

Femminili
| Nome        | Varianti        | Corrispondente italiano |
| ----------- | --------------- | ----------------------- |
| Dalilaa     |                 | Dalila                  |
| Daniellea   | Danièlea, Danya | Daniela                 |
| Daphnéa     | Daphnéea        | Dafne                   |
| Déboraa     | Déboraha        | Debora                  |
| Déliaa      |                 | Delia                   |
| Delphinea   |                 | Delfina                 |
| Denisea     |                 | Dionisia                |
| Désiréea    |                 | Desiderata              |
| Dianea      |                 | Diana                   |
| Dieudonnéea |                 | Adeodata                |
| Dominiquea  |                 | Domenica                |
| Domitillea  |                 | Domitilla               |
| Donatiennea |                 | Donaziana               |
| Dorianea    |                 | Doriana                 |
| Dorothéea   |                 | Dorotea                 |

## E
Maschili
| Nome      | Varianti              | Corrispondente italiano |
| --------- | --------------------- | ----------------------- |
| Edgara    | Edgarda, Eddya        | Edgardo                 |
| Edmonda   | Edméa, Eddya          | Edmondo                 |
| Édouarda  | Eddya                 | Edoardo                 |
| Éliea     |                       | Elia                    |
| Éloia     |                       | Eligio                  |
| Elouana   | Loana, Lohana, Loanna |                         |
| Émilea    |                       | Emilio                  |
| Émiliena  |                       | Emiliano                |
| Emmanuela | Manuela, Manua        | Emanuele                |
| Érica     |                       | Eric                    |
| Ernesta   |                       | Ernesto                 |
| Ethana    |                       |                         |
| Étiennea  | Stéphanea             | Stefano                 |
| Eugènea   | Ugènea                | Eugenio                 |
| Eustachea |                       | Eustachio               |
| Évaristea |                       | Evaristo                |
| Évrarda   |                       | Eberardo                |

Femminili
| Nome        | Varianti        | Corrispondente italiano |
| ----------- | --------------- | ----------------------- |
| Éditha      |                 | Editta                  |
| Edmondea    | Edméea          | Edmonda                 |
| Edwigea     |                 | Edvige                  |
| Églantinea  |                 | Eglantina               |
| Eléonorea   | Aliénora        | Eleonora                |
| Élianea     |                 | Eliana                  |
| Élisabetha  | Babettea, Lilia | Elisabetta              |
| Élisea      |                 | Elisa                   |
| Élodiea     |                 | Elodia                  |
| Éloïsea     | Héloïsea        | Eloisa                  |
| Elvirea     |                 | Elvira                  |
| Émelinea    |                 | Emmelina                |
| Émiliea     | Emmya, Emya     | Emilia                  |
| Émiliennea  |                 | Emiliana                |
| Emmaa       | Emmya, Emya     | Emma                    |
| Emmanuellea |                 | Emanuela                |
| Enoraa      |                 | Onoria                  |
| Ernestinea  |                 | Ernestina               |
| Estellea    |                 | Stella                  |
| Esthera     |                 | Ester                   |
| Eugéniea    |                 | Eugenia                 |
| Eulaliea    |                 | Eulalia                 |
| Euphrasiea  |                 | Eufrasia                |
| Èvea        |                 | Eva                     |
| Evelinea    | Évelynea        | Evelina                 |

## F
Maschili
| Nome       | Varianti              | Corrispondente italiano |
| ---------- | --------------------- | ----------------------- |
| Fabiena    |                       | Fabiano                 |
| Fabricea   |                       | Fabrizio                |
| Farona     |                       |                         |
| Faustina   |                       | Faustino                |
| Féliciena  |                       | Feliciano               |
| Félixa     |                       | Felice                  |
| Ferdinanda | Fernanda              | Ferdinando              |
| Fiacrea    |                       |                         |
| Firmina    |                       | Firmino                 |
| Flaviena   |                       | Flaviano                |
| Florenta   |                       | Fiorenzo                |
| Florentina |                       | Fiorentino              |
| Floriana   |                       | Floriano                |
| Florimonda |                       |                         |
| Fortunea   |                       | Fortunio                |
| Francka    | Franka                | Franco                  |
| Françoisa  | Francisa, Francisquea | Francesco               |
| Frédérica  | Freda, Freddya        | Federico                |
| Fulberta   |                       | Fulberto                |

Femminili
| Nome        | Varianti              | Corrispondente italiano |
| ----------- | --------------------- | ----------------------- |
| Fabiennea   |                       | Fabiana                 |
| Fannya      |                       |                         |
| Fantine     |                       | Fantina                 |
| Faustinea   |                       | Faustina                |
| Féliciea    |                       | Felicia                 |
| Féliciennea |                       | Feliciana               |
| Félicitéa   |                       | Felicita                |
| Fernandea   |                       | Fernanda                |
| Flaviea     |                       | Flavia                  |
| Flaviennea  |                       | Flaviana                |
| Fleura      | Fleurettea            | Fiore                   |
| Floraa      | Florea, Florettea     | Flora                   |
| Florencea   |                       | Fiorenza                |
| Florentinea |                       | Fiorentina              |
| Florianea   | Floriannea            | Floriana                |
| Florinea    |                       | Fiorina                 |
| Fortunea    |                       | Fortuna                 |
| Francea     |                       |                         |
| Françoisea  | Francinea, Francettea | Francesca               |
| Frédériquea |                       | Federica                |

## G
Maschili
| Nome       | Varianti             | Corrispondente italiano |
| ---------- | -------------------- | ----------------------- |
| Gabina     |                      | Gavino                  |
| Gabriela   | Gabya                | Gabriele                |
| Gaëla      |                      |                         |
| Gaétana    | Gaëtana              | Gaetano                 |
| Gasparda   |                      | Gaspare                 |
| Gastona    |                      | Gastone                 |
| Gauberta   |                      |                         |
| Gautiera   | Gauthiera, Gaultiera | Gualtiero               |
| Gauvaina   |                      | Galvano                 |
| Geoffreya  | Geoffroya, Joffreya  |                         |
| Georgesa   |                      | Giorgio                 |
| Géralda    | Gérauda              | Giraldo                 |
| Gérarda    |                      | Gerardo                 |
| Germaina   |                      | Germano                 |
| Gervaisa   |                      | Gervasio                |
| Ghislaina  | Ghyslaina            | Gisleno                 |
| Gilberta   |                      | Gilberto                |
| Gillesa    |                      | Egidio                  |
| Godefroya  |                      | Goffredo                |
| Gontrana   |                      | Gontrano                |
| Gratiena   |                      | Graziano                |
| Grégoirea  | Grégorya             | Gregorio                |
| Guillaumea | Liama, Lyama         | Guglielmo               |
| Gustavea   |                      | Gustavo                 |
| Guya       |                      | Guido                   |
| Gwenaëla   | Naëla                |                         |

Femminili
| Nome        | Varianti          | Corrispondente italiano |
| ----------- | ----------------- | ----------------------- |
| Gabriellea  | Gabya             | Gabriella               |
| Gaëllea     |                   |                         |
| Gaétanea    | Gaëtanea          | Gaetana                 |
| Garancea    |                   |                         |
| Genevièvea  | Ginettea          | Genoveffa               |
| Georginea   | Georgettea, Gigia | Giorgina                |
| Géraldinea  |                   | Geraldina               |
| Germainea   |                   | Germana                 |
| Gertrudea   |                   | Geltrude                |
| Gervaisea   |                   | Gervasia                |
| Ghislainea  | Ghyslainea        | Gislena                 |
| Gilbertea   |                   | Gilberta                |
| Gillettea   |                   | Egidia                  |
| Gisellea    | Gisèlea           | Gisella                 |
| Gladysa     |                   |                         |
| Guenièvrea  |                   | Ginevra                 |
| Gwenaëllea  | Naëllea           |                         |
| Gwendolinea |                   | Guendalina              |

## H
Maschili
| Nome       | Varianti | Corrispondente italiano |
| ---------- | -------- | ----------------------- |
| Habacucb   |          | Abaco                   |
| Hectora    |          | Ettore                  |
| Héliera    |          |                         |
| Henria     |          | Enrico                  |
| Herberta   |          | Erberto                 |
| Herculea   |          | Ercole                  |
| Hervéa     |          | Erveo                   |
| Hilairea   |          | Ilario                  |
| Hippolytea |          | Ippolito                |
| Honoréa    |          | Onorato                 |
| Horacea    |          | Orazio                  |
| Huberta    |          | Uberto                  |
| Hugoa      | Huguesa  | Ugo                     |
| Humberta   |          | Umberto                 |
| Hyacinthea |          | Giacinto                |

Femminili
| Nome        | Varianti  | Corrispondente italiano |
| ----------- | --------- | ----------------------- |
| Haydéea     |           |                         |
| Hélènea     |           | Elena                   |
| Henriettea  |           | Enrica                  |
| Herminea    |           | Ermanna                 |
| Hildegardea |           | Ildegarda               |
| Honorinea   |           | Onorina                 |
| Hortensea   |           | Ortensia                |
| Huguettea   |           | Ughetta                 |
| Hyacinthea  | Jacinthea | Giacinta                |

## I
Maschili
| Nome     | Varianti | Corrispondente italiano |
| -------- | -------- | ----------------------- |
| Ignacea  |          | Ignazio                 |
| Irénéea  |          | Ireneo                  |
| Isaaca   |          | Isacco                  |
| Isidorea |          | Isidoro                 |
| Ismaëla  |          | Ismaele                 |

Femminili
| Nome    | Varianti | Corrispondente italiano |
| ------- | -------- | ----------------------- |
| Idaa    |          | Ida                     |
| Inèsa   |          | Ines                    |
| Irènea  |          | Irene                   |
| Irénéea |          | Irenea                  |
| Irisa   |          | Iris                    |
| Isabela | Isabeaua | Isabella                |
| Isaurea |          | Isaura                  |

## J
Maschili
| Nome             | Varianti                                                                   | Corrispondente italiano |
| ---------------- | -------------------------------------------------------------------------- | ----------------------- |
| Jacquesa         | Jackya                                                                     | Giacomo                 |
| Janviera         |                                                                            | Gennaro                 |
| Jasona           |                                                                            | Giasone                 |
| Jeana            | Jeannota, Yanna, Yanicka, Yannicka, Yanisa, Yoana, Yoanna, Yohana, Yohanna | Giovanni                |
| Jean-Baptistea   |                                                                            | Giambattista            |
| Jean-Charlesa    |                                                                            | Giancarlo               |
| Jean-Christophea |                                                                            | Giancristoforo          |
| Jean-Claudea     |                                                                            | Gianclaudio             |
| Jean-Françoisa   |                                                                            | Gianfrancesco           |
| Jean-Jacquesa    |                                                                            | Giangiacomo             |
| Jean-Louisa      |                                                                            | Gianluigi               |
| Jean-Luca        |                                                                            | Gianluca                |
| Jean-Marca       |                                                                            | Gianmarco               |
| Jean-Mariea      |                                                                            | Gianmaria               |
| Jean-Michela     |                                                                            | Gianmichele             |
| Jean-Paula       |                                                                            | Gianpaolo               |
| Jean-Philippea   |                                                                            | Gianfilippo             |
| Jean-Pierrea     |                                                                            | Gianpietro              |
| Jérémiea         | Jérémya                                                                    | Geremia                 |
| Jérômea          |                                                                            | Girolamo                |
| Jesséa           |                                                                            |                         |
| Joachima         |                                                                            | Gioacchino              |
| Jobb             |                                                                            | Giobbe                  |
| Jocelyna         | Jocelina, Josselina                                                        |                         |
| Joëla            |                                                                            | Gioele                  |
| Jonathana        |                                                                            | Gionata                 |
| Jordana          | Jordanea, Jourdaina                                                        | Giordano                |
| Josepha          | Joséa                                                                      | Giuseppe                |
| Jossea           |                                                                            |                         |
| Josuéa           |                                                                            | Giosuè                  |
| Judicaëla        |                                                                            |                         |
| Julesa           |                                                                            | Giulio                  |
| Juliena          |                                                                            | Giuliano                |
| Justea           |                                                                            | Giusto                  |
| Justina          |                                                                            | Giustino                |

Femminili
| Nome        | Varianti                  | Corrispondente italiano |
| ----------- | ------------------------- | ----------------------- |
| Jacquelinea | Jacquettea                | Giacomina               |
| Jadea       |                           | Giada                   |
| Jasminea    | Yasminea, Yasminaa        | Gelsomina               |
| Jeannea     | Joannea, Johannea         | Giovanna                |
| Jeannettea  | Jeanettea                 |                         |
| Jeanninea   | Janinea                   |                         |
| Jessicaa    |                           | Jessica                 |
| Jézabelb    |                           | Gezabele                |
| Jocelynea   | Jocelinea, Josselinea     |                         |
| Joëllea     |                           | Gioela                  |
| Jordanea    |                           | Giordana                |
| Josèphea    | Joséea                    | Giuseppa                |
| Joséphinea  | Josettea, Josianea, Fifia | Giuseppina              |
| Juditha     |                           | Giuditta                |
| Juliea      |                           | Giulia                  |
| Juliennea   | Julianea                  | Giuliana                |
| Juliettea   |                           | Giulietta               |
| Justinea    |                           | Giustina                |

## K
Maschili
| Nome    | Varianti                    | Corrispondente italiano |
| ------- | --------------------------- | ----------------------- |
| Kenzoa  |                             |                         |
| Kevina  | Kévina                      |                         |
| Kiliana | Killiana, Kyliana, Kylliana |                         |

## L
Maschili
| Nome       | Varianti       | Corrispondente italiano |
| ---------- | -------------- | ----------------------- |
| Lamberta   |                | Lamberto                |
| Landrya    |                | Landerico               |
| Laurenta   |                | Lorenzo                 |
| Laurentina |                | Laurentino              |
| Lazarea    |                | Lazzaro                 |
| Léandrea   |                | Leandro                 |
| Léona      | Léoa           | Leone                   |
| Léonarda   |                | Leonardo                |
| Léoncea    |                | Leonzio                 |
| Léonidea   |                | Leonida                 |
| Léopolda   |                | Leopoldo                |
| Liliana    |                | Liliano                 |
| Lionela    | Léonela        | Lionello                |
| Longina    |                | Longino                 |
| Lothairea  | Clotairea      | Lotario                 |
| Louisa     | Loïca, Loua    | Luigi                   |
| Loupa      |                | Lupo                    |
| Luca       | Lucasa, Loukaa | Luca                    |
| Luciena    |                | Luciano                 |
| Lucrècea   |                | Lucrezio                |
| Ludovica   |                | Ludovico                |

Femminili
| Nome        | Varianti                              | Corrispondente italiano |
| ----------- | ------------------------------------- | ----------------------- |
| Laëtitiaa   | Lætitiaa, Laetitiaa                   | Letizia                 |
| Laraa       |                                       | Lara                    |
| Laurea      | Lauraa, Laurettea, Lorettea, Laurinea | Laura                   |
| Laurencea   |                                       | Lorenza                 |
| Laurentinea |                                       | Laurentina              |
| Laurianea   | Lauriannea                            |                         |
| Léaa        | Lyaa                                  | Lia                     |
| Léanea      | Léanaa, Lyanaa                        |                         |
| Leilaa      |                                       | Leila                   |
| Lénaa       |                                       | Lena                    |
| Léoncea     | Léontinea                             | Leonzia                 |
| Léonea      | Léonnea                               | Leona                   |
| Léonidea    |                                       | Leonida                 |
| Léoniea     |                                       | Leonia                  |
| Léopoldinea |                                       | Leopoldina              |
| Lilianea    | Liliannea                             | Liliana                 |
| Liloua      | Lyloua                                |                         |
| Linaa       | Linea, Lynaa                          | Lina                    |
| Lindaa      |                                       | Linda                   |
| Lisea       | Lisettea                              | Lisa                    |
| Liviea      |                                       | Livia                   |
| Loanea      | Louanea                               |                         |
| Lolaa       |                                       |                         |
| Louisea     | Louisettea, Loua                      | Luisa                   |
| Lounaa      |                                       | Luna                    |
| Lucea       |                                       | Luce                    |
| Luciea      | Lucettea                              | Lucia                   |
| Luciennea   |                                       | Luciana                 |
| Lucilea     |                                       | Lucilla                 |
| Lucindea    |                                       |                         |
| Lucrècea    |                                       | Lucrezia                |
| Ludivinea   |                                       | Liduina                 |
| Lydiea      |                                       | Lidia                   |

## M
Maschili
| Nome        | Varianti                            | Corrispondente italiano |
| ----------- | ----------------------------------- | ----------------------- |
| Maëla       |                                     |                         |
| Marca       |                                     | Marco                   |
| Marcela     | Marceaua                            | Marcello                |
| Marcelina   | Marcellina                          | Marcellino              |
| Mardochéea  |                                     | Mardocheo               |
| Marina      |                                     | Marino                  |
| Mariusa     |                                     | Mario                   |
| Martiala    |                                     | Marziale                |
| Martina     | Martîna                             | Martino                 |
| Mathiasa    | Matthiasa, Mathisa, Mathysa, Matisa | Mattia                  |
| Mathieua    | Matthieua, Matéoa, Mathéoa, Mattéoa | Matteo                  |
| Mathusalemb |                                     | Matusalemme             |
| Mauricea    |                                     | Maurizio                |
| Maxencea    |                                     | Massenzio               |
| Maximea     |                                     | Massimo                 |
| Maximiliena |                                     | Massimiliano            |
| Michela     | Michaëla, Mickaëla                  | Michele                 |
| Modestea    |                                     | Modesto                 |
| Moïsea      |                                     | Mosè                    |
| Morgana     |                                     |                         |

Femminili
| Nome             | Varianti                                                | Corrispondente italiano |
| ---------------- | ------------------------------------------------------- | ----------------------- |
| Madeleinea       | Madelona, Magalia, Magaliea                             | Maddalena               |
| Maëllea          | Maëliea, Maëlysa                                        |                         |
| Maevaa           |                                                         |                         |
| Maïaa            |                                                         | Maia                    |
| Maïwenna         |                                                         |                         |
| Malvinaa         |                                                         | Malvina                 |
| Marcelinea       | Marcellinea                                             | Marcellina              |
| Marcellea        | Marcellettea                                            | Marcella                |
| Margueritea      | Margota, Margauxa                                       | Margherita              |
| Mariannea        |                                                         | Marianna                |
| Mariea           | Mariellea, Mariettea, Marisea, Marysea, Mariona, Manona | Maria                   |
| Marie-Angea      |                                                         | Mariangela              |
| Marie-Christinea |                                                         | Maria Cristina          |
| Marie-Clairea    |                                                         | Maria Chiara            |
| Marie-Claudea    |                                                         | Maria Claudia           |
| Marie-Èvea       |                                                         | Maria Eva               |
| Marie-Francea    |                                                         |                         |
| Marie-Françoisea |                                                         | Maria Francesca         |
| Marie-Hélènea    |                                                         | Maria Elena             |
| Marie-Joséa      |                                                         |                         |
| Marie-Laurea     |                                                         | Maria Laura             |
| Marie-Louisea    |                                                         | Maria Luisa             |
| Marie-Madeleinea |                                                         | Maria Maddalena         |
| Marie-Noëllea    |                                                         | Maria Natalia           |
| Marie-Pierrea    |                                                         |                         |
| Marie-Rosea      |                                                         | Maria Rosa              |
| Marie-Thérèsea   |                                                         | Maria Teresa            |
| Marilènea        | Marylènea, Marlènea                                     | Marilena                |
| Mariloua         |                                                         | Marilù                  |
| Marinea          | Marinettea                                              | Marina                  |
| Marjolainea      |                                                         |                         |
| Marthea          |                                                         | Marta                   |
| Martinea         |                                                         | Martina                 |
| Maryvonnea       |                                                         |                         |
| Mathildea        | Mauda, Maudea                                           | Matilde                 |
| Mauricettea      |                                                         | Maurizia                |
| Maximiliennea    |                                                         | Massimiliana            |
| Maylisa          | Mailysa                                                 |                         |
| Méganea          |                                                         |                         |
| Mélaniea         |                                                         | Melania                 |
| Mélinaa          | Mélinea                                                 |                         |
| Mélisandea       |                                                         | Melisenda               |
| Mélissaa         |                                                         | Melissa                 |
| Mélodiea         | Mélodya                                                 |                         |
| Michellea        | Michèlea, Michelinea                                    | Michela                 |
| Mirabellea       |                                                         |                         |
| Mireillea        |                                                         | Mirella                 |
| Modestea         | Modestinea                                              | Modesta                 |
| Moniquea         |                                                         | Monica                  |
| Morganea         |                                                         | Morgana                 |
| Muriela          | Muriellea                                               |                         |
| Mylènea          |                                                         | Milena                  |
| Myriama          |                                                         | Miriam                  |

## N
Maschili
| Nome       | Varianti | Corrispondente italiano |
| ---------- | -------- | ----------------------- |
| Naëla      |          |                         |
| Napoléona  |          | Napoleone               |
| Narcissea  |          | Narciso                 |
| Nathana    |          |                         |
| Nathanaëla |          | Natanaele               |
| Nazairea   |          | Nazario                 |
| Nicéphorea |          | Niceforo                |
| Nicodèmea  |          | Nicodemo                |
| Nicolasa   |          | Nicola                  |
| Noama      | Nohama   |                         |
| Noéa       | Noaa     | Noè                     |
| Noëla      |          | Natale                  |
| Nolana     |          |                         |
| Norberta   |          | Norberto                |
| Normanda   |          | Normanno                |

Femminili
| Nome      | Varianti                      | Corrispondente italiano |
| --------- | ----------------------------- | ----------------------- |
| Nadègea   |                               |                         |
| Nadiaa    | Nadinea                       | Nadia                   |
| Narcissea |                               | Narcisa                 |
| Natachaa  |                               | Natascia                |
| Nellya    |                               |                         |
| Nicolea   | Nicolettea, Colinea, Colettea | Nicoletta               |
| Ninaa     | Ninettea, Ninona              | Nina                    |
| Noëllea   | Noèlea, Noëllaa, Nathaliea    | Natalia                 |
| Noémiea   | Noémia                        | Noemi                   |

## O
Maschili
| Nome     | Varianti | Corrispondente italiano |
| -------- | -------- | ----------------------- |
| Octavea  |          | Ottavio                 |
| Odilona  |          | Odilone                 |
| Oliviera |          | Oliviero                |
| Onésimea |          | Onesimo                 |
| Oscara   |          | Oscar                   |
| Ovidea   |          | Ovidio                  |

Femminili
| Nome     | Varianti | Corrispondente italiano |
| -------- | -------- | ----------------------- |
| Océanea  |          | Oceana                  |
| Odettea  |          | Odetta                  |
| Odilea   |          | Ottilia                 |
| Olivea   |          | Oliva                   |
| Oliviaa  |          | Olivia                  |
| Olympea  |          | Olimpia                 |
| Ophéliea |          | Ofelia                  |
| Orianea  | Oriannea | Oriana                  |
| Osannea  |          | Osanna                  |

## P
Maschili
| Nome      | Varianti           | Corrispondente italiano |
| --------- | ------------------ | ----------------------- |
| Pascala   |                    | Pasquale                |
| Patricea  | Patricka           | Patrizio                |
| Paula     |                    | Paolo                   |
| Pépina    |                    | Pipino                  |
| Philberta | Philiberta         | Filiberto               |
| Philémona |                    | Filemone                |
| Philippea |                    | Filippo                 |
| Pierrea   | Pièrrea, Pierricka | Pietro                  |
| Placidea  |                    | Placido                 |
| Ponsa     |                    | Ponzio                  |
| Prospera  |                    | Prospero                |
| Prudencea |                    | Prudenzio               |
| Ptolémée  |                    | Tolomeo                 |

Femminili
| Nome        | Varianti   | Corrispondente italiano |
| ----------- | ---------- | ----------------------- |
| Pascalea    | Pascalinea | Pasqualina              |
| Paulea      | Paulettea  | Paola                   |
| Paulinea    |            | Paolina                 |
| Pénélopea   |            | Penelope                |
| Perlea      |            | Perla                   |
| Pierrettea  | Perrinea   | Pietra                  |
| Pétronillea |            | Petronilla              |
| Philippinea |            | Filippina               |
| Philomènea  |            | Filomena                |
| Placidea    |            | Placida                 |
| Priscillaa  | Priscillea | Priscilla               |
| Prudencea   |            | Prudenzia               |
| Prunea      |            |                         |

## Q
Maschili
| Nome     | Varianti | Corrispondente italiano |
| -------- | -------- | ----------------------- |
| Quentina |          | Quintino                |

## R
Maschili
| Nome      | Varianti | Corrispondente italiano |
| --------- | -------- | ----------------------- |
| Rainiera  |          | Raniero                 |
| Raoula    |          | Raul                    |
| Raphaëla  |          | Raffaele                |
| Raymonda  |          | Raimondo                |
| Régisa    |          |                         |
| Rémya     | Rémia    | Remigio                 |
| Renarda   |          | Rainardo                |
| Renauda   | Reynauda | Rinaldo                 |
| Renéa     |          | Renato                  |
| Richarda  |          | Riccardo                |
| Roberta   | Robina   | Roberto                 |
| Rocha     |          | Rocco                   |
| Rodolphea | Rodolpha | Rodolfo                 |
| Rodriguea |          | Rodrigo                 |
| Rogera    |          | Ruggero                 |
| Rolanda   |          | Rolando                 |
| Romaina   |          | Romano                  |
| Romualda  |          | Romualdo                |
| Ronana    |          |                         |
| Rosairea  |          | Rosario                 |
| Rubena    |          | Ruben                   |

Femminili
| Nome        | Varianti                    | Corrispondente italiano |
| ----------- | --------------------------- | ----------------------- |
| Rachela     | Rachellea                   | Rachele                 |
| Raphaëllea  |                             | Raffaella               |
| Raymondea   |                             | Raimonda                |
| Rébeccaa    |                             | Rebecca                 |
| Réginea     | Reinea                      | Regina                  |
| Renéea      |                             | Renata                  |
| Robertea    |                             | Roberta                 |
| Rolandea    |                             | Rolanda                 |
| Romainea    | Romanea                     | Romana                  |
| Rosaliea    |                             | Rosalia                 |
| Rosea       | Rosellea, Rosettea, Rosinea | Rosa                    |
| Roselinea   |                             | Rosalinda               |
| Rose-Mariea | Romya                       |                         |
| Rosemondea  |                             | Rosmunda                |
| Roxanea     | Roxannea                    | Rossana                 |

## S
Maschili
| Nome       | Varianti | Corrispondente italiano |
| ---------- | -------- | ----------------------- |
| Sachaa     | Sashaa   | Sascia                  |
| Salomona   |          | Salomone                |
| Samsona    |          | Sansone                 |
| Samuela    |          | Samuele                 |
| Sébastiena | Bastiena | Sebastiano              |
| Séraphina  |          | Serafino                |
| Sergea     |          | Sergio                  |
| Sévèrea    |          | Severo                  |
| Séverina   |          | Severino                |
| Simona     |          | Simone                  |
| Sixtea     |          | Sisto                   |
| Sohana     | Soana    |                         |
| Sullivana  |          |                         |
| Sylvaina   |          | Silvano                 |
| Sylvestrea |          | Silvestro               |

Femminili
| Nome          | Varianti              | Corrispondente italiano |
| ------------- | --------------------- | ----------------------- |
| Sabinea       |                       | Sabina                  |
| Sabrinaa      |                       | Sabrina                 |
| Sachaa        | Sashaa                | Sascia                  |
| Saloméa       |                       | Salomè                  |
| Sandraa       | Sandrinea             | Sandra                  |
| Saraha        | Saraa                 | Sara                    |
| Scholastiquea |                       | Scolastica              |
| Sébastiennea  |                       | Sebastiana              |
| Ségolènea     |                       |                         |
| Séphoraa      |                       | Sefora                  |
| Séraphinea    |                       | Serafina                |
| Serginea      |                       | Sergina                 |
| Séverinea     | Sévérinea             | Severina                |
| Sidoniea      |                       | Sidonia                 |
| Simonea       | Simonnea              | Simona                  |
| Sixtinea      |                       | Sistina                 |
| Solangea      | Solènea, Solinea      |                         |
| Sophiea       |                       | Sofia                   |
| Sorayaa       |                       |                         |
| Stéphaniea    | Étiennettea           | Stefania                |
| Suzannea      | Suzettea              | Susanna                 |
| Sybillea      | Sibyllea, Sébirea     | Sibilla                 |
| Sylvainea     | Sylvianea, Sylviannea | Silvana                 |
| Sylviea       | Sylvettea             | Silvia                  |

## T
Maschili
| Nome        | Varianti           | Corrispondente italiano |
| ----------- | ------------------ | ----------------------- |
| Tancrèdea   |                    | Tancredi                |
| Tanguya     |                    |                         |
| Télesphorea |                    | Telesforo               |
| Théoa       |                    | Teo                     |
| Théodorea   |                    | Teodoro                 |
| Théophilea  |                    | Teofilo                 |
| Théotimea   |                    | Teotimo                 |
| Thibaulta   | Thibauta, Thibauda | Teobaldo                |
| Thierrya    |                    | Teodorico               |
| Thomasa     |                    | Tommaso                 |
| Timéoa      | Timéea             | Timeo                   |
| Timothéea   | Timothéa           | Timoteo                 |
| Toussainta  |                    |                         |
| Tristana    |                    | Tristano                |

Femminili
| Nome      | Varianti  | Corrispondente italiano |
| --------- | --------- | ----------------------- |
| Tatiennea | Tatianaa  | Tatiana                 |
| Théaa     |           | Tea                     |
| Théodoraa |           | Teodora                 |
| Thérèsea  |           | Teresa                  |
| Tiphainea | Tiphaniea |                         |

## U
Maschili
| Nome    | Varianti | Corrispondente italiano |
| ------- | -------- | ----------------------- |
| Ulyssea |          | Ulisse                  |
| Urbaina |          | Urbano                  |

Femminili
| Nome    | Varianti | Corrispondente italiano |
| ------- | -------- | ----------------------- |
| Ursulea |          | Orsola                  |

## V
Maschili
| Nome       | Varianti | Corrispondente italiano |
| ---------- | -------- | ----------------------- |
| Vaasta     |          | Vedasto                 |
| Valentina  |          | Valentino               |
| Valèrea    |          | Valerio                 |
| Valériana  |          | Valeriano               |
| Valérya    |          | Valerico                |
| Vespasiena |          | Vespasiano              |
| Victora    |          | Vittorio                |
| Vincenta   |          | Vincenzo                |
| Virgilea   |          | Virgilio                |
| Vitala     |          | Vitale                  |
| Viviena    |          | Viviano                 |

Femminili
| Nome       | Varianti            | Corrispondente italiano |
| ---------- | ------------------- | ----------------------- |
| Valentinea |                     | Valentina               |
| Valérianea |                     | Valeriana               |
| Valériea   |                     | Valeria                 |
| Vanessaa   |                     | Vanessa                 |
| Vérènea    |                     | Verena                  |
| Véroniquea |                     | Veronica                |
| Victoirea  | Victorinea          | Vittoria                |
| Vincentea  |                     | Vincenza                |
| Violettea  |                     | Violetta                |
| Virginiea  | Fifia               | Virginia                |
| Viviennea  | Vivianea, Viviannea | Viviana                 |

## A
Femminili
| Nome   | Varianti | Corrispondente italiano |
| ------ | -------- | ----------------------- |
| Wandaa |          | Wanda                   |

## X
Maschili
| Nome    | Varianti | Corrispondente italiano |
| ------- | -------- | ----------------------- |
| Xaviera |          | Saverio                 |

## Y
Maschili
| Nome   | Varianti | Corrispondente italiano |
| ------ | -------- | ----------------------- |
| Youria |          | Yuri                    |
| Yvana  |          | Ivano                   |
| Yvesa  | Yvona    | Ivo                     |

Femminili
| Nome     | Varianti         | Corrispondente italiano |
| -------- | ---------------- | ----------------------- |
| Yolandea |                  | Iolanda                 |
| Yseulta  |                  | Isotta                  |
| Yvettea  | Yveline, Yvelise | Iva                     |
| Yvonnea  |                  | Yvonne                  |

## Z
Maschili
| Nome      | Varianti | Corrispondente italiano |
| --------- | -------- | ----------------------- |
| Zachariea |          | Zaccaria                |
| Zabulonb  |          | Zabulon                 |

Femminili
| Nome       | Varianti | Corrispondente italiano |
| ---------- | -------- | ----------------------- |
| Zénaïdea   |          | Zenaide                 |
| Zéphyrinea |          | Zefirina                |
| Zilpab     |          | Zilpa                   |
| Zoéa       |          | Zoe                     |